# Математическа гимназия „Баба Тонка“
Математическа гимназия „Баба Тонка“ има 160-годишна история и е наследник на Девическото училище в гр Русе. От 1970 година е профилирана математическа гимназия със специализирани паралелки по математика, информатика и биология и с интензивно изучаване на английски език. Математическа гимназия „Баба Тонка“ е елитно училище в Русе с много успехи и високи резултати. Групата за младежки песни на гимназията има издадени 2 музикални албума - през 2005 г. и 2014 г.

## История
Най-важните събития в историята на МГ "Баба Тонка":
- През 1864 г. Русенското девическо училище се обособява като самостоятелно класно училище със собствена сграда - справка на Националния музей на образованието в Габрово /изх. № КП 020401/164 от 9 март 1987 г.
- През 1864 г. по случай празника на Кирил и Методий е организирана манифестация на учениците.

- Под ръководството на Драган Цанков Девическото класно училище се оформя като четирикласно през 1867 г. През 1886 г. се приема първият правилник за управление на училището. От 1894 г. се води книга за вписване на зрелостни свидетелства (дипломи за средно образование). В началото на 1895 г. се създава училищната библиотека.
- С решение на Министерството на просветата № 3240 от 20 март 1898 г. гимназията се преименува в Русенска градска девическа гимназия „Княгиня Евдокия“. През 1907/08 г. е образувано първото Родителско-учителско сдружение - обществена форма за подпомагане на училището във всестранната му дейност. На 14.05.1909 г. е положен първият камък на новата сграда на училището по проект на архитект Едуард Винтер. Проектът се съхранява в държавен архив - София под № 161, фонд 243, опис 2.
- Със заповед № 2484 от 10 юли 1922г. на МНП гимназията се преименува на Русенска девическа гимназия „Баба Тонка“. С писмо № 37865 от 26 декември 1922 г. МНП определя 22 март за патронен празник на училището. Първият патронен празник е честван на 22 март 1923 г. През 1931/32 г. гимназията е ревизирана от министъра на просветата Константин Муравиев. През 1935 г. с нотариален акт № 107, регистър 6138 по дело № 1152/1935 слетите гимназии „Княз Борис“ и „Баба Тонка“ купуват недвижим имот в местността „Свети Константин и Елена“ с площ 7750кв.м. През 1938 г. там се построява масивна двуетажна сграда - летовище по проект на архитект Л. Ю. Динолов. На 16 юни 1937 г. се ражда престолонаследникът на България – Симеон Сакскобургготски. В чест на събитието всички оценки на учениците се повишават с една единица. На 22 март 1938 г. училището се сдобива със знаме. На 3 март 1939 г. се освещава новата сграда, но е готово само източното крило. През 1940/41 г. гимназията е посетена от министър-председателя и министър на народната просвета Богдан Филов.
- 1950 г. гимназията е преобразувана от девическа във Второ единно средно смесено политехническо училище „Баба Тонка“. През 1950/51 г. се предава новопостроеното южно крило. През 1952 г. летовището във Варна е включено в системата на пионерските лагери. През 1958/59 г. се построяват два физкултурни салона - един над друг, със съблекални.
- През 1960/61 г. училището се преобразува във Втора политехническа гимназия „Баба Тонка“. През 1960/61 г. са открити две паралелки със засилено изучаване на математика. През 1961/62 г. е нивелиран и асфалтиран двора на гимназията, като са направени две баскетболни и три волейболни игрища. През 1968/69 г. е направен основен ремонт – нова отоплителна инсталация, електрическа инсталация и радиоуредба във връзка със 105 годишнината. През 1969 г. се създава маршът на гимназията по текст на учителката по химия Стела Моцинова и музика на композитора Александър Владигеров.
- С указ № 456 от 09.05.1969 г. гимназия „Баба Тонка“ е наградена с орден „Кирил и Методий“ - I-ва степен. Със заповед № Д-07 от 20.06.1970 г. на министъра на народната просвета Втора политехническа гимназия „Баба Тонка" се профилира в гимназия със засилено изучаване на математика и физика. Приемът на учениците става след завършване на VII клас с конкурсен изпит по математика. През 1970/71 г. са приети ученици в 4 физико-математически и 2 математически паралелки от Русенски, Силистренски и Разградски окръг. На 7 март 1972 г. министърът на народната просвета Ст. Василев посещава училището.
- Със заповед № 1957 от 2 юни 1972 г. Политехническа гимназия „Баба Тонка“ се трансформира в Математическа гимназия „Баба Тонка“.

## Патрон на гимназията.
Баба Тонка (1812 – 1893)
    „Четирима сина загубих! Двамата са в гроба,
а другите полуживи. Но още четирима да имах,
пак щях да ги накарам да носят българското
знаме със златния лъв.“
До МГ „Баба Тонка“ се стига с тролеи 2, 9, 24, и с автобусни линии 5,6,16, 20.